# Карира
Карира (порт. Carira)  —  муниципалитет в Бразилии, входит в штат Сержипи. Составная часть мезорегиона Сертан штата Сержипи. Входит в экономико-статистический  микрорегион Карира. Население составляет 19 508 человек на 2006 год. Занимает площадь 634,6 км². Плотность населения — 30,74 чел./км².

## История
Город основан в 1953 году.

## Статистика
- Валовой внутренний продукт на 2004 составляет 51.431.271,00 реалов (данные: Бразильский институт географии и статистики).
- Валовой внутренний продукт на душу населения на 2004 составляет 2.710,19 реалов (данные: Бразильский институт географии и статистики).
- Индекс развития человеческого потенциала на 2000 составляет 0,581 (данные: Программа развития ООН).

## География
Климат местности: полупустыня.